# Пермяков Дмитро Олександрович
Дмитро́ Олекса́ндрович Пермяко́в (1980—2014) — молодший сержант батальйону патрульної служби міліції особливого призначення «Дніпро-1» МВС України, учасник російсько-української війни.

## Короткий життєпис
Народився 1980 року в місті Дніпро. Створив родину; виховували дітей.
Міліціонер, батальйон патрульної служби міліції особливого призначення «Дніпро-1».
28 серпня 2014-го загинув у бою під Новоазовськом — розвідувальна група натрапила на передовий підрозділ кадрової російської армії після заходження на територію України. У тому ж бою загинув молодший сержант міліції Олександр Мітягін. Вояків полонили та розстріляли біля села Маркине.
Після бою Пермякова не знайшли ні серед поранених, ні серед убитих. Певний час вважали полоненим. Ідентифікований серед загиблих за експертизою ДНК після тривалих пошуків.
Похований 25 червня 2015 року в Дніпропетровську на Краснопільському цвинтарі.
Без Дмитра лишились дружина і двоє дітей.

### Нагороди та вшанування
За особисту мужність і героїзм, виявлені у захисті державного суверенітету та територіальної цілісності України, вірність військовій присязі під час російсько-української війни, відзначений — нагороджений
- 13 серпня 2015 року — орденом «За мужність» III ступеня (посмертно).
- 23 вересня 2015 у селі Керносівка (Новомосковський район), де навчався Дмитро, відкрито меморіальну дошку його честі.
- Його портрет розміщений на меморіалі «Стіна пам'яті полеглих за Україну» в Києві: секція 3, ряд 6, місце 13
- Вшановується 29 серпня на щоденному ранковому церемоніалі вшанування українських захисників, які загинули цього дня в різні роки внаслідок російської збройної агресії[3]